# جهاز الصناعات والخدمات البحرية (مصر)
جهاز الصناعات والخدمات البحرية هو أحد أجهزة القوات البحرية المصرية التابعة للقوات المسلحة المصرية، والذي تم إنشاءه طبقا لقرار رئيس الجمهورية رقم 204 لسنة 2003 لكي يتولى دراسة وتنفيذ الأعمال والمشروعات التي تطلبها الوزارات والهيئات ووحدات الإدارة المحلية وشركات القطاع العام وشركات قطاع الأعمال والقطاع الخاص تنفيذا للعقود التي تبرم بينه وبين هذه الجهات في شئون الصناعات وتقديم الخدمات البحرية بكافة أنواعها.
ويجوز عند الضرورة وبعد موافقة وزير الدفاع أن يتولى الجهاز القيام بكافة الخدمات والأنشطة الاقتصادية المتممة والمرتبطة بالصناعات والخدمات البحرية في الداخل والخارج إذا كان من شأن هذه الأنشطة تحقيق أهداف الجهاز وتنمية موارده.

## الشركات التابعة
- ترسانة الإسكندرية.[2]
- المصرية لإصلاح وبناء السفن.[2]
- النيل الوطنية للنقل النهري.[3]
- تريومف للنقل البحري.[4]
- شركة أبو قير لإنشاء وإدارة الموانئ.[5]

## مديرو الجهاز
- لواء بحري أ.ح / إيهاب محمد صلاح.
- لواء بحري أركان حرب / محمد أحمد محمود.[6]
- لواء بحري أركان حرب / إبراهيم الدسوقي.[7]
- فريق بحري أركان حرب / تامر عبد العليم.[8]
- فريق بحري أركان حرب / أحمد صابر سليم.[9]